# 제임스 어셔

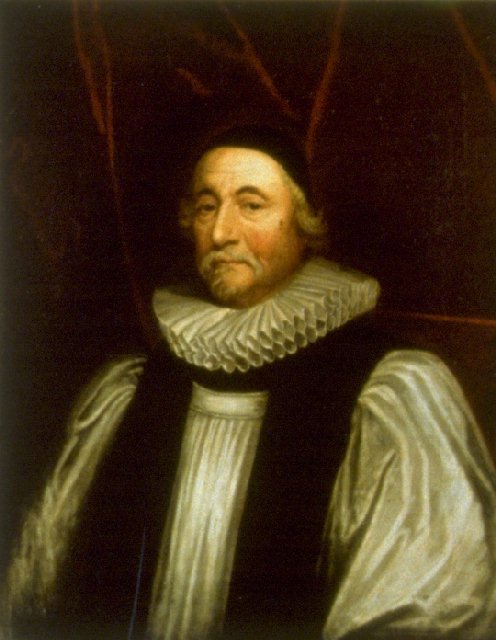
제임스 어셔의 초상화

제임스 어셔 ( James Ussher; 1581년 1월 4일 - 1656년 3월 21일 ) 31년간 아일랜드의 아마의 대주교로 섬겼으며, 안티오키아의 이냐시오의 서신에 대한 연구로 유명하다. 창조의 시간을 10월 23일의 전날 밤으로 잡았으며 그 날짜를 기원전 4004년 10월 22일 밤으로 정하였다.
그는 아일랜드 신조를 작성하였는 데, 이 고백서는 웨스트민스터 신앙고백의 기초적 내용을 담고 있다.

## 저서
- The Whole Works of the Most Rev. James Ussher (Chales Richard Elrington)
- The Principles of Christian Religion: With a Large Body of Divinity ( London, 1678 )

## 같이 보기
- 창조연대